# Djalecti
Djalecti est un village de la commune de Mayo-Baléo situé dans la région de l'Adamaoua et le département du Faro-et-Déo, à proximité de la frontière avec le Nigeria.

## Population
En 1971, Djalecti (Djalekti) comptait 120 habitants, principalement Koutine (ou Pere).
Lors du recensement de 2005, le village comptait 222 personnes, 117 de sexe masculin et 105 de sexe féminin.